# Burhan Arman
Burhan Arman (* 1. Juni 1996 in Çarşamba) ist ein türkischer Fußballspieler.

## Karriere
Arman begann mit dem Vereinsfußball in der Nachwuchsabteilung vom Amateurverein Samsun Irmak Sanayi SK und wechselte 2011 in die Jugend von Samsunspor. Im Dezember 2012 erhielt er hier einen Profivertrag, spielte aber weiterhin überwiegend für die Jugend- bzw. Reservemannschaft. Am 2. Oktober 2013 gab er in der Pokalbegegnung gegen Aydınspor 1923 sein Debüt für die Profimannschaft.
Für die Saison 2017/18 lieh ihn sein Klub an den Drittligisten Nazilli Belediyespor aus.